# Things Have Changed (låt av Mattafix)
Things Have Changed är den andra singeln från Mattafixs andra studioalbum Rhythm and Hymns, som släpptes 2007. Sången släpptes som singel i början av 2008.